# 마타요시 가쓰키
마타요시 가쓰키(일본어: 又吉 克樹, 1990년 11월 4일 ~ )는 일본의 야구 선수이자, 현 퍼시픽 리그 소프트뱅크 호크스의 소속 선수(투수)이다.